# NGC 2811
NGC 2811 (другие обозначения — MCG -3-24-3, UGCA 155, IRAS09138-1606, PGC 26151) — спиральная галактика с перемычкой (SBa) в созвездии Гидры. Открыта Уильямом Гершелем в 1785 году.
Судя по эллиптичности внутренних изофот, в галактике присутствует бар, но его моделирование сложно из-за того, что галактика наблюдается под большим наклоном к картинной плоскости, а бар направлен практически вдоль луча зрения.
В 2005 году в галактике вспыхнула сверхновая SN 2005am типа Ia, её пиковая видимая звездная величина составила 17,5.
Этот объект входит в число перечисленных в оригинальной редакции «Нового общего каталога».